# Spoorbrug Maassluis
De Spoorbrug Maassluis (ook wel Havenbrug) in de Oude Haven van de Nederlandse stad Maassluis maakt deel uit van de Hoekse Lijn.

## Historie
De eerste draaibrug op deze locatie komt uit 1893. Na ruim honderd jaar is hij vervangen, onder andere omdat verwacht werd dat de onderhoudskosten zouden stijgen. De brug was gemaakt met geklonken liggers van plaatstaal en houten dwarsliggers. De brug woog 180 ton.

## Nieuwe brug
Een eis bij de nieuwe brug was een lagere geluidsproductie, daarom werd gekozen voor het 'stille brug' concept. Hiervoor werden de spoorstaven ingegoten in kurkelastomeer en losgekoppeld van de brugconstructie. De brug is ontworpen door Holland Railconsult en gebouwd door Heijmans Staalbouw. Op de brug was geen elektrische bovenleiding, waardoor de treinen een stukje zonder voeding moesten doorrollen. Als de trein te langzaam over de brug reed, kon hij stil komen te staan, wat af en toe ook gebeurde.

## Metro
Met het geschikt maken van het traject tussen Schiedam en Hoek van Holland voor metrovoertuigen in 2017 werd bovenleiding op de brug aangebracht, waarmee dergelijke problemen tot het verleden behoren. Het traject is tegenwoordig onderdeel van de Rotterdamse metrolijn B.

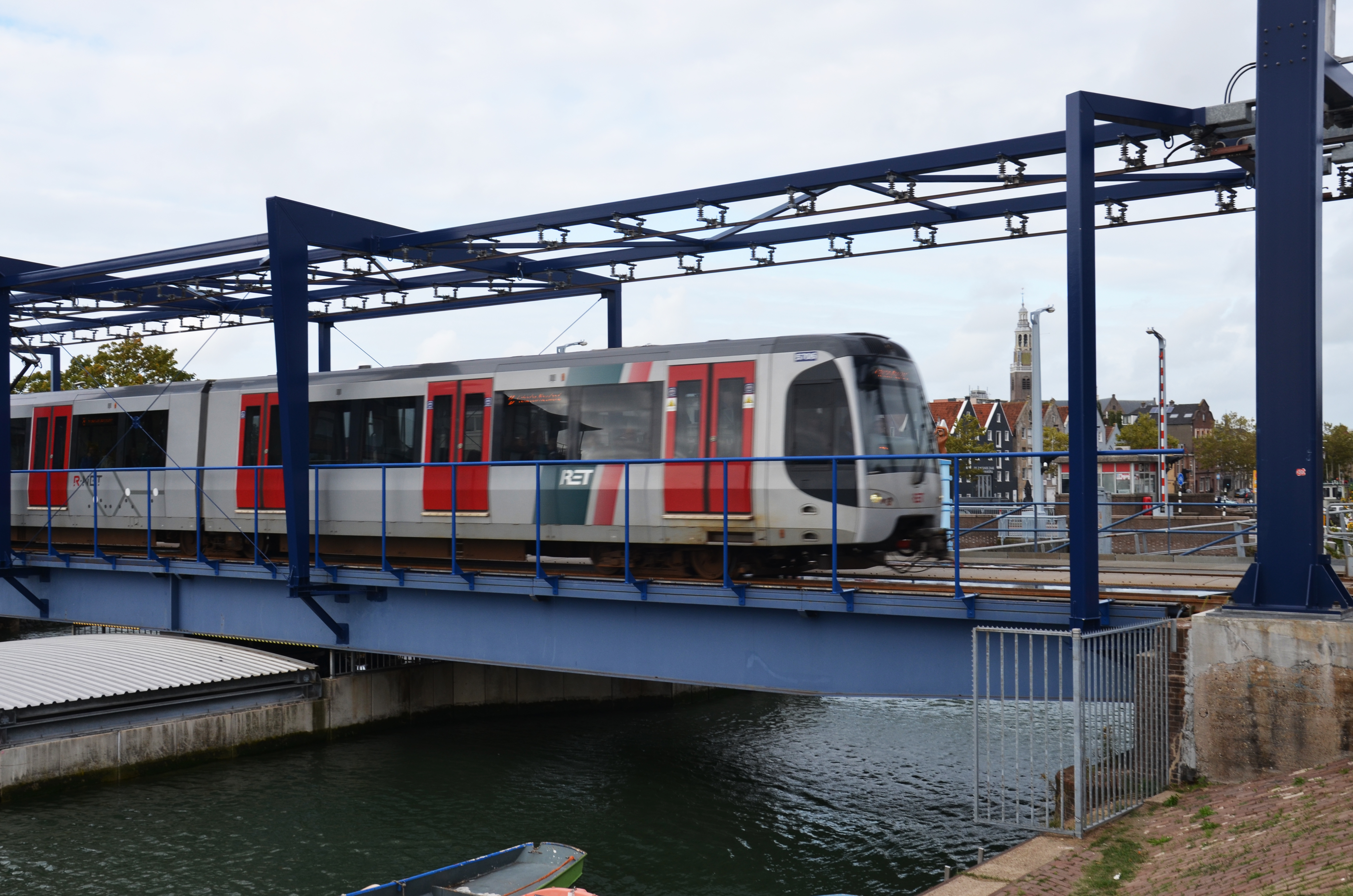
De spoorbrug na ombouw van het traject tot metrolijn.